# Nyikolaj Mitrofanovics Krilov
Nyikolaj Mitrofanovics Krilov (1879–1955) orosz matematikus.

## Életpályája
1902-ben végzett a szentpétervári bányászati intézetben. 1912 és 1917 között professzor, majd a Krímbe ment, hogy a Krími Egyetem professzora legyen. Ezt a posztot 1922-ig töltötte, ekkor Kijevbe költözött, ahol az ukrán Tudományos Akadémia matematikai fizikai tanszékének elnökévé nevezték ki.
Elsősorban a differenciálegyenletek interpolációjával és numerikus megoldásával foglalkozott, ahol nagyon hatékony képleteket kapott a hibákra. 1932-ben a nemlineáris oszcillációs problémákra is alkalmazta módszereit, és ezzel megteremtette a nemlineáris mechanika alapjait.
Krilov több mint 200 tanulmányt publikált az analízisről és a matematikai fizikáról, köztük a matematikai fizika integro-differenciál egyenleteinek megközelítő megoldásáról (1926) és a differenciálegyenletek periodikus megoldásainak megközelítéséről, mely 1929-ben jelent meg francia nyelven. Munkatársával és korábbi diákjával, Nyikolaj Nyikolajevics Bogoljubovval A Rayleigh-elv a a matematikai fizika differenciálegyenleteinek elméletében és az Euler-féle módszer a variációszámításban (1927-1928) és A nemlineáris mechanika egyenleteinek kváziperiodikus megoldásai címmel közölt dolgozatokat. Ez utóbbit franciául írták, és 1934-ben adták ki. Krilov és Bogoljubov leghíresebb műve a Bevezetés a nemlineáris mechanikába, amelyet 1937-ben Kijevben publikáltak. Ezt a könyvet Solomon Lefschetz (1884–1972) fordította angolra, és a Princeton University adta ki.
1928-ban Krilovot a Szovjet Tudományos Akadémia tagjává választották, 1939-ben pedig az Ukrán Szovjet Szocialista Köztársaság érdemes tudósa címet kapta.

## Kitüntetései
- AMS Steele-díj (2004)